# Jean Jacoby
Pour les articles homonymes, voir Jacoby.
Pour le peintre luxembourgeois, voir Jean Jacoby (artiste).
Jean Jacoby, né Ivan Pavlovich Yakobiy; (russe : Иван Павлович Якобий) le 29 juin 1879 et mort le 24 décembre 1964, est un écrivain et journaliste français d'extrême-droite de l'entre-deux-guerres.

## Biographie
Proche des idées de Charles Maurras, Jean Jacoby écrit dans l'hebdomadaire d'extrême droite Je suis partout. Il est l'auteur de nombreux ouvrages relatifs à la Russie, à Jeanne d'Arc et à l'évolution politique du monde. Collaborateur notoire sous l'occupation, il sera sur la liste des écrivains dénoncés par le Comité national des écrivains en 1944.

## Œuvres
- Le Tsar Nicolas II et la Révolution, Paris, Fayard, 1931
- Le Secret de Jeanne d'Arc, Pucelle d'Orléans[2],[3], Paris, Mercure de France, 1932
- Lénine, Paris, Flammarion, 1933
- Raspoutine, Paris, Flammarion, 1934
- La Mort au ralenti (nouvelle publiée dans Gringoire le 17 janvier 1934)
- La Guerre rouge est déclarée, Paris, Éditions de France, 1935
- Souvarov : 1730-1800, Paris, Payot, 1935
- La Pucelle d'Orléans, fille au grand cœur, martyre et sainte, Paris, Mercure de France, 1936
- L'Assasinat de Louis d'Orléans, Paris, Fayard, 1937
- Le Front populaire en France et les égarements du socialisme moderne, Paris, Les Libertés françaises, 1937
- La Noblesse et les armes de Jeanne d'Arc, Paris, Mercure de France, 1937
- Napoléon en Russie, Paris, Les Libertés françaises, 1938
- Le Déclin des grandes démocraties et le retour à l'autorité, Paris, Les Libertés françaises, 1938
- Scènes de la vie de Jeanne d'Arc, Paris, Mercure de France, 1940[4]
- Mil neuf cent quarante. Les causes et les conséquences de la guerre. La France dans l'Europe nouvelle, Paris, Les Libertés françaises, 1941
- La Race, Paris, Éditions du livre moderne, 1941